# Dahner Felsenland
Das Dahner Felsenland ist eine Landschaft in den Landkreisen Südwestpfalz und – zu einem geringen Anteil – Südliche Weinstraße (Rheinland-Pfalz). Es liegt im Nordwesten des Wasgaus, eines Mittelgebirges, das den Südteil des Pfälzerwalds bildet. Im Dahner Felsenland liegen viele Gesteinsformationen des Klettergebiets Pfälzer Wald.

## Geographische Lage
Die Landschaft deckt sich flächenmäßig zu einem großen Teil mit der gleichnamigen Verbandsgemeinde, welche die Stadt Dahn und 14 Dörfer umfasst. Das Dahner Felsenland ist Teil des Pfälzerwaldes. Es liegt zwischen 200 (Täler) und 400 m (Berge) hoch.
Entwässert – und zwar zum Rhein hin – wird das Gebiet größtenteils von der Lauter, die hier an ihrem Oberlauf Wieslauter heißt, und ihren Nebengewässern. Im Südwesten entspringt zudem als Saarbach die Sauer, die südlich von Hirschthal die Grenze zwischen Deutschland und Frankreich überquert und anschließend das Elsass durchfließt. Die Quelle der Queich liegt ebenfalls innerhalb des Dahner Felsenlands; dieses verlässt das Gewässer allerdings nach Osten, nachdem es Hauenstein und Wilgartswiesen passiert hat.
Höchste Erhebung ist der Große Eyberg mit einer Höhe von 513 m ü. NHN.

## Tourismus

### Wanderwege und Unterkünfte
Die Region lebt vom Tourismus und wird von zahlreichen gekennzeichneten Wanderwegen erschlossen. Sie wurde am 12. Januar 2019 vom Deutschen Wanderinstitut als Premiumwanderregion ausgezeichnet. Durch das Dahner Felsenland verlaufen die Fernwanderwege Pirmasens–Belfort und Donnersberg–Donon sowie der Prädikatswanderweg Pfälzer Waldpfad und der Premiumwanderweg Felsenland Sagenweg.
In Dahn steht die Felsenland-Jugendherberge des Deutschen Jugendherbergswerks.

### Sehenswürdigkeiten
Das Dahner Felsenland weist 16 Burgen bzw. Burgruinen auf, zudem zahlreiche Felsformationen aus Buntsandstein, die zum Teil von Sportkletterern genutzt werden. Unter den Burgen zählen die Dahner Burgengruppe aus Altdahn, Grafendahn und Tanstein, der Berwartstein sowie der Drachenfels zu den bekanntesten.
Auf dem Berwartstein beheimatet war Ritter Hans von Trotha. Er führte ab 1485 die sogenannte Wasserfehde gegen Abt Heinrich (Henricus) vom Kloster Weißenburg; als Kinderschreck Hans Trapp ging er ins Sagengut der Region ein. Der Drachenfels wurde 1523 zerstört, weil ein Miteigentümer, Ritter Franz von Sickingen, einer Fürstenkoalition unterlegen und dabei zu Tode gekommen war.
Um manche der Felsen ranken sich alte Sagen, so die vom Jungfernsprung oder vom Teufelstisch.

## Wirtschaft und Infrastruktur

### Wirtschaft
Wirtschaftliches Zentrum der Region ist Dahn, das laut Landesplanung als Mittelzentrum eingestuft ist; die Gemeinde Hauenstein gilt als Grundzentrum. Im 19. und 20. Jahrhundert war die Schuhindustrie der bedeutende Wirtschaftsfaktor der Region. Mit deren Abwärtstrend ab 1970 setzte ein Bevölkerungsrückgang ein.

### Verkehr
Das Dahner Felsenland ist erreichbar über die Autobahnen 8 (von Westen her) und 65 (von Osten her), jeweils unter Benutzung der Bundesstraße 10, die beide Autobahnen verbindet. Direkt durch das Dahner Tal führt die Bundesstraße 427 (Hinterweidenthal–Bad Bergzabern). Der ursprünglich vorgesehene Streckenschluss der Autobahn 8 (Pirmasens–Karlsruhe) durch das Wieslautertal an Dahn vorbei wurde nie realisiert.
Teilweise parallel zur B 427 verbindet als Abzweig von der Bahnstrecke Landau–Rohrbach die Wieslauterbahn die Ortschaften Hinterweidenthal im Norden und Bundenthal im Süden des Dahner Felsenlands. Die Bahnlinie wurde 1997 für Ausflugsverkehr an Sonn- und Feiertagen reaktiviert, nachdem der reguläre Personenzugbetrieb 1966 eingestellt worden war. Auf der Strecke verkehren der bereits in Mannheim startende Ausflugszug Bundenthaler, der Halt u. a. auch in Neustadt und Landau macht, sowie der ab Karlsruhe fahrende Felsenland-Express.